# یک بعد از ظهر با ادل
یک بعد از ظهر با ادل نخستین تور - کنسرت ادل خواننده و ترانه‌سرای بریتانیایی بود که در حمایت از نخستین آلبوم او یعنی ۱۹ انجام شد.

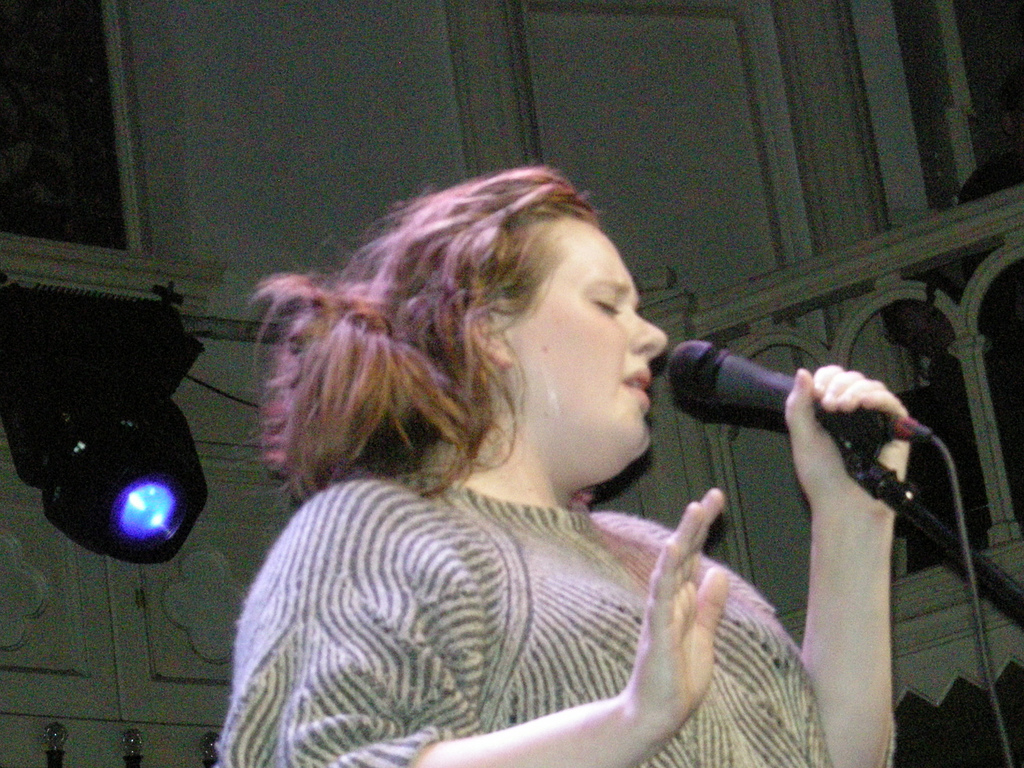
ادل در حال اجرا در آمستردام